# Острівна модель
Острівна модель (англ. island model) — модель паралельного генетичного алгоритму.

## Суть моделі
Розіб'ємо популяцію на кілька підпопуляцій. Кожна з них буде розвиватися окремо за допомогою якогось генетичного алгоритму. 

Таким чином, можна сказати, що ми розселили особини на кількох ізольованих островах (рис. 1).Зрідка (наприклад, кожні 5 поколінь) відбувається міграція — острова обмінюються кількома хорошими особинами.

## Параметри моделі
Острівна модель надає два параметра:
- Розмір міграції — число особин в популяції, що будуть мігрувати;
- Частота міграці — число поколінь між міграціями;

## Проблеми налаштування параметрів моделі
Так як населеність островів невелика, то підпопуляції будуть схильні до передчасної збіжності. Тому важливо правильно встановити частоту та розиір міграції:
- надто часта міграція (або міграція занадто великого числа особин) призведе до змішання всіх підпопуляцій, і тоді острівна модель буде несильно відрізнятися від звичайного генетичного алгоритму.
- якщо міграція буде занадто рідкою, то вона не зможе запобігти передчасному сходженню підпопуляцій.

## Переваги «острівної моделі»
Генетичні алгоритми стохастичні, тому при різних його запусках популяція може сходитися до різних хороших рішень. Острівна модель дозволяє запустити алгоритм відразу кілька разів і поєднати «досягнення» різних островів для отримання найкращого рішення.